# Braniff International Airways
Braniff Airways Inc., più conosciuta con il marchio Braniff International Airways, è stata un'importante compagnia aerea statunitense attiva dal 1930 fino al 1982, soprattutto nel Midwest e del Sud-Ovest degli Stati Uniti, Panama, Sud America e, negli ultimi anni, anche Asia ed Europa. La società ha cessato le attività il 12 maggio 1982 a causa di vari fattori concomitanti tra i quali i prezzi esorbitanti del carburante, un'espansione impetuosa ma incontrollata e la concorrenza agguerrita innescata dal Airline Deregulation Act dopo il 1978.

## Storia

### Paul R. Braniff Inc.
Fu concepita da Thomas Elmer Braniff e suo fratello pilota Paul per il territorio dell’Oklahoma. L’inventiva dei due fu stimolata dallo storico attraversamento dell’Atlantico da parte di Charles A. Lindbergh nel maggio 1927. In preda all’entusiasmo quattro cittadini acquistarono privatamente un velivolo Stinson “Detroiter” da cinque posti e lo misero a disposizione di chiunque avesse bisogno di spostamenti rapidi.
Nel maggio 1928 l’aerolinea fu registrata legalmente con il sostegno finanziario di due aziende petrolifere. Il primo volo avvenne il 20 giugno da Oklahoma City a Tulsa, una relazione divenuta poi trigiornaliera. L’anno successivo c’era una seconda rotta bigiornaliera da Oklahoma City a Wichita Falls, in Texas. A fine anno erano stati trasportati 3000 passeggeri.
Venduta a Universal Air Line Systems nella primavera 1929, la piccola aerolinea fu rinominata Braniff Air Lines Inc. Dal febbraio si era spinta ulteriormente nel Texas raggiungendo le città di San Angelo e Ft. Worth. In flotta c’erano i monoplani ad ala alta Fairchild 71 e Hamilton H-47. Nella seconda metà dell’anno Universal fu acquistata da Aviation Corp. che poi avrebbe dato origine l’anno dopo ad American Airways, predecessore dell’attuale American Airlines.

### Braniff Airways Inc.

#### Gli inizi e i primi anni
Indipendentemente dalla precedente esperienza Thomas E. Braniff e il fratello Paul costituirono Braniff Airways il 3 novembre 1930 a Oklahoma City con il sostegno economico di alcuni finanziatori locali. Tutta la zona circostante era caratterizzata da numerosi giacimenti di petrolio in pieno sfruttamento. Fioriva anche l’attività di ricerca, prospezione e delle assicurazioni. Il primo volo fu effettuato il 13 novembre con un veloce monoplano Lockheed L-5 “Vega” da sei posti lungo una direttrice già sperimentata, da Tulsa verso Oklahoma City e poi Wichita Falls. In dicembre la rotta fu estesa a Kansas City e, nel febbraio dell’anno dopo, a Chicago. Il 15 giugno iniziava una relazione diretta per St. Louis. Curioso il fatto che ci fosse uno scalo “tecnico” a metà giornata per consumare un pranzo a terra. Il traffico era soddisfacente ma le entrate erano scarse e la trentina di dipendenti rinunciò ad alcuni mesi di salario per aiutare l’impresa. Gli sforzi non furono vani.
Battendo l’offerta di American Airways, nella primavera 1934 la società ottenne un contratto dall’amministrazione postale federale per volare tra Dallas e Chicago tramite Kansas City. La rotta (designazione federale CAM-9) includeva importanti città sulla direttrice Sud-Nord: Ft. Worth, Oklahoma City, Tulsa, Wichita., Kansas City. Vi fu adibito il Lockheed L-5 in questo caso autorizzato anche al trasporto di passeggeri. Alla fine dell’anno la base di armamento principale fu spostata nell’aeroporto Love Field di Dallas.
Nel 1935 fu aggiunta la tratta postale Dallas-Amarillo (CAM-15) dopo che era stata assorbita Long and Harmon Airlines, titolare del contratto, che volava con Ford “Trimotor”. L’anno dopo alla rete si aggiungevano Houston, Brownsville e altre città un po’ in tutto il Texas. Nella primavera dello stesso anno furono consegnati i primi Lockheed L-10A “Electra” da 10 posti.
All’inizio del 1936 fu acquistata e integrata Bowen Airlines di Ft. Worth che operava servizi passeggeri su una direttrice Nord-Sud che iniziava a Chicago e terminava all’estremità meridionale del Texas.
Nel giugno 1937 Braniff mise in servizio sulle più importanti relazioni Douglas DC 2, in precedenza usati da altri, allestiti per 14 passeggeri. Per l’occasione furono selezionate tra 800 aspiranti, le prime dieci assistenti di cabina di sesso femminile, poi addestrate e assunte. Grazie alle vedute aperte di Thomas Braniff l’azienda avrebbe sempre avuto un occhio di riguardo per le donne: dagli anni ’50 furono reclutate addette di scalo (1940), addette alle prenotazioni, centraliniste, tecniche di terra (1941), senza contare alcune responsabili vendita di zona (1942) e supervisori dei servizi ai passeggeri.
Il passo successivo fu l’acquisto del più avanzato Douglas DC 3 da 21 posti: il primo fu consegnato dai costruttori nel dicembre 1939. Nel 1940 l’intera flotta comprendeva 14 velivoli.

#### I primi anni quaranta
Durante la Seconda Guerra Mondiale l’azienda partecipò allo sforzo bellico mettendo a disposizione del governo alcuni velivoli. Volarono sopratutto tra San Antonio e la base di Allbrook, ubicata nella zona del Canale sotto tutela USA. Alla fine del conflitto la flotta si era ridotta di un’unità ma la rete non aveva subito sostanziali variazioni.
Nel 1943 era stata costituita la sussidiaria Aerovias Braniff che iniziò a volare nella primavera 1945 da Nuevo Laredo verso Victoria e Ciudad Mexico e, da luglio, prosecuzione per Puebla, Vera Cruz fino a Merida (Yucatan). Cessò le attività nell’ottobre 1946 a seguito dell’opposizione del governo messicano.
Nell’agosto 1945 il monopolio di Braniff all’interno del Texas fu intaccato da Essair, di recente costituzione, che iniziò a volare tra Houston e Abilene. All’inizio del 1946 furono consegnati i primi due dei cinque Douglas DC 4 ordinati, convertiti dalla versione militare C-54A/C-54B, inseriti sulle rotte più prestigiose dal mese di maggio. Giusto in tempo perché i meriti di guerra fruttarono anche un riconoscimento da parte del governo di Washington, con la concessione di rotte verso Messico e la costa occidentale del Sud America fino all’Argentina.
I rapporti con la Douglas furono consolidati da un ordine per sei DC 6 che furono consegnati a partire dalla primavera successiva e messi in servizio sulle rotte più prestigiose. Furono anche i primi ad indossare la livrea costituita da bande longitudinali rosse e azzurre.

### Braniff International Airways

#### L'espansione all'estero
Nel giugno 1948 fu adottato il nome commerciale Braniff International Airways e, contemporaneamente, iniziarono i collegamenti con l’America Latina con i DC 4. Erano frutto di una decisione dell’allora presidente Harry Truman che, due anni prima, aveva approvato una lunga rotta per l’Avana, Panama City, Guayaquil. Poco dopo fu raggiunta Lima, la capitale del Peru. I permessi di atterraggio erano comunque risultati difficili da ottenere perché ogni nazione tendeva a proteggere la propria compagnia di bandiera. Dal marzo 1949 i quadrimotori potevano avvalersi del decollo assistito JATO (razzi che aumentavano la spinta) negli aeroporti a quote alte o con piste corte. Nello stesso mese, con l’entrata in linea dei DC 6, la rotta fu estesa da Lima a Rio de Janeiro e fu aggiunto l’aeroporto di La Paz, dove era necessaria una particolare attenzione nelle operazioni di decollo e atterraggio. Nel maggio dell’anno seguente fu la volta del prolungamento verso Asuncion e, due mesi dopo, Buenos Aires. Nel 1950 la flotta Braniff risultava composta da 28 velivoli.
Nell’agosto 1951 Miami diventava, temporaneamente, il secondo punto autorizzato per i voli verso l’estero. La decisione federale teneva conto dell’ormai crescente popolazione di origine latina stanziatasi nella principale città della Florida. Nel 1955 l’autorizzazione divenne permanente con l’estensione dei diritti di traffico, in coincidenza, da New York fino a Balboa (Panama). Alla fine dell’anno fu inaugurato un collegamento da Denver a Miami tramite un accordo con Eastern Air Lines e punto di raccordo a Memphis. Poi, l’anno dopo, un simile accordo sulla relazione St. Louis-Kansas City-Miami.
Un grosso impulso all’attività venne dall’acquisto (15 agosto 1952) e successiva integrazione di Mid-Continent Airlines. Questa a partire dagli anni ’30 aveva sviluppato una rete di 35 scali in 12 stati dell’Unione che comprendeva St. Louis, Tulsa, Houston e si estendeva fino a New Orleans. In pratica copriva con andamento verticale tutta la fascia centrale degli USA. La flotta includeva il Douglas DC 3 e quattro più moderni ed efficienti Convair 240. Il successivo 1° novembre entrava in servizio il primo dei 20 Convair 340 ordinati e Braniff potè vantarsi di essere il primo cliente in ordine temporale. I bimotori furono inseriti su tutti i collegamenti a breve e medio raggio, relegando i DC 3 a ruoli più marginali.
Nota triste del 1954 la morte di Thomas Braniff nell’incidente di un Grumman Mallard avvenuto il 10 gennaio nelle vicinanze di Shreveport al rientro da una batuta di caccia all’anatra. Gli successe Charles E. Beard, già vice-presidente esecutivo, che era entrato in azienda nel 1935.
Un accordo in vigore dal settembre 1953 permetteva di connettere i servizi di United Airlines da Seattle verso Denver e Houston. Un altro, in vigore dal gennaio 1955, consentiva di saldare i servizi di Trans World Airlines dalla costa occidentale dell’Unione verso il Texas. Nell'agosto fu inaugurato un collegamento verso New York e Washington tramite un accordo con Eastern Air Lines. Una collaborazione similare fu stabilita nel  luglio 1962 con Pan American per i voli diretti da Chicago per l’Europa (Londra e Francoforte). Tali accordi decadranno tutti con l’inserimento in servizio dei primi aviogetti a lungo raggio. A metà anni ’50 i velivoli della flotta Braniff erano cresciuti a 60.
Nell’agosto 1955 entrarono in servizio un paio di Lockheed L-049 “Constellation”, adibiti ai collegamenti senza scalo tra Dallas e Chicago. Sulla stessa direttrice furono inseriti due Curtiss C-46 in versione tutto merci che, fino al 1963, andarono ad aggiungersi ad alcuni DC 3 precedentemente convertiti agli stessi ruoli. 
Nel febbraio 1956 fu inaugurata una rotta trigiornaliera da Dallas a New York che, fino a quel momento, era stata monopolio di American Airlines. Su questa importante relazione i due vettori si sarebbero confrontati per molti anni ancora.
Nella seconda metà del 1956 nella flotta furono immessi due nuovi tipi di velivoli. Il primo dei sette Douglas DC 7C ordinati, con Braniff primo vettore a ricevere questa versione del più avanzato quadrimotore Douglas. Furono immediatamente inseriti sulle rotte interne più prestigiose, quelle per Chicago e New York-Washington. La “famiglia” dei Convair si arricchì con la consegna del primo di sei CV 440 “Metropolitan”.
Alla fine del decennio i disaccordi tra Pan American World Airways e la società di navigazione W.R. Grace Co. in merito alla partecipata PANAGRA-Pan American Grace Airways, aerolinea dedicata all’America Latina fin dal 1929, iniziarono a favorire Braniff. La prima considerava come una semplice estensione dei propri servizi verso Sud del continente, lungo la costa pacifica dell’America Centrale. La seconda era più interessata allo sviluppo dell’attività marittima che all’aviazione. Braniff monitorava la situazione e, nel maggio 1957, estese a Bogotà la rete sudamericana dove ormai volavano a pieno ritmo tutti i DC 7C.
In quegli anni l’applicazione di nuove tecnologie si fece strada anche nel mondo dell’aviazione. All’inizio del 1958 era già in funzione un sistema elettronico di prenotazione dei voli Braniff. Ma l’evoluzione delle tecniche aeronautiche aveva proceduto di pari passo. Tutti i maggiori costruttori stavano progettando velivoli con apparati di spinta a reazione o turboelica. Fino dal 1955 i tecnici dell’aerolinea avevano seguito attentamente gli sviluppi per consentire l'adozione di macchine volanti di nuova generazione.

#### Aviogetti e turboeliche
Nel giugno 1959 entravano i servizio da San Antonio a Dallas e New York i primi esemplari dei nove Lockheed L.188 "Electra" ordinati. La scelta di tale velivolo fu motivata da fatto che era ritenuto, con 75 posti a bordo, più remunerativo e di più facile operatività nel breve e medio raggio rispetto ai primi aviogetti che si stavano rendendo disponibili. Nondimeno volò anche sulle rotte per Chicago.

Uno dei Boeing 707 in sosta nell'aeroporto di Asuncion (Paraguay).

Ma questo fu solo il primo passo perché, dal dicembre 1955, c’erano in ordine cinque Boeing 707. Si trattava della versione speciale 227 sviluppata ad hoc per Braniff: la stessa del modello di base (designato 120) ma con i motori della più avanzata versione 320, in fase di messa a punto. Il primo esemplare fu consegnato nel dicembre 1959 e subito immesso sulla prestigiosa rotta Dallas-New York (JFK); il giorno dopo fu la volta di Chicago. Nella primavera successiva il quadrigetto debuttava nella rete sudamericana, che avrebbe rilevato definitivamente nel 1963. Il quadrigetto ebbe presto un "fratello minore", il Boeing 720. Ne erano stati commissionati tre esemplari, tutti con cabina in classe unica. A partire della primavera 1961 furono presenti sulle rotte a medio raggio per Denver e Ciudad Mexico. Nella tarda primavera 1966 entrarono in linea i primi Boeing 707-320C.
A partire dal 1960 Braniff conobbe uno sviluppo vistoso mentre la flotta contava già 64 aerei. Alcuni osservatori malignavano su tale situazione, presumibilmente influenzata da legami a livello politico. Il cardine sarebbe stato Abe Fortas, da lungo tempo consulente del presidente Lyndon B. Johnson, già esponente politico di rilievo del Texas. L’uomo era stato consigliere generale della finanziaria Great America Corp. che controllava l’aerolinea, socio dello studio legale che la tutelava, dirigente e azionista della stessa. Poi sarebbe divenuto anche membro della Corte Suprema degli USA. Coincidenza o meno negli anni dell’amministrazione Johnson la società ebbe uno sviluppo impetuoso che si articolò su quattro momenti principali.

Uno dei Douglas DC 8 PANAGRA dopo l'ingresso nella flotta Braniff.

In primo luogo l’acquisto di PANAGRA, oggetto di una valutazione fino dal 1963 e poi di un’offerta di acquisto. Il processo si concluse il 1° febbraio 1967 seguito dall’assorbimento immediato di tutta la rete nell’America Latina. Per l'azienda texana fu assumersi un onere importante perché PANAGRA aveva iniziato a volare un ventennio prima della stessa costituzione di Braniff. L’operazione implicò un esborso complessivo di 30 milioni di dollari ai due proprietari. Alla rete Braniff venivano aggiunti gli scali di Los Angeles e San Francisco negli USA, Cali in Colombia, Antofagasta e Santiago in Cile. Dopo la fusione la flotta salì a 78 aeroplani che comprendevano Douglas DC 8 ex Panagra, vlidi anche se poco omogenei con il resto della flotta.
Nel giugno dello stesso anno fu inaugurato il collegamento senza scalo da Houston a Portland e Seattle, città della costa occidentale e mercati tradizionale di United Airlines. Nella seconda parte del 1969 furono avviati collegamenti diretti per l’estero da aeroporti in altri stati dell’Unione, tra cui New York. Nell’agosto dello stesso anno furono inaugurate rotte dirette tra cinque importanti città  della fascia sud-orientale degli USA e Honolulu e Hilo nelle Hawaii, evitando scali in città quali Los Angeles e San Francisco. Su queste relazioni avrebbe successivamente debuttato il Boeing 747.
Ma l’attenzione di Braniff si era già rivolta anche verso velivoli ancora in fase di sviluppo. All’inizio del 1960 la neocostituita BAC-British Aircraft Corporation iniziò un’aggressiva campagna di marketing del bireattore BAC 111. I risultati non si fecero attendere: nell’autunno 1961 Braniff, primo cliente in USA, stipulò un ordine per sei velivoli da 63 posti posti. Il bigetto iniziò a volare nella primavera 1965 su rotte a medio raggio e media frequentazione per una trentina di destinazioni rimpiazzando completamente i residui DC 6 e buona parte dei DC 7 e Convair. La diffidenza del pubblico verso una macchina non USA fu lenita lasciando la scritta “Rolls-Royce” sui motori e facendo intendere che la prestigiosa marca automobilistica fosse anche il costruttore. In pratica il bireattore permise di contenere fino a 15 minuti la sosta a terra tra lo sbarco e il successivo imbarco. Nel frattempo (1964) erano state prenotate ufficialmente due posizioni consegna del supersonico Boeing SST ma di tali avanzate possibilità se ne sarebbe riparlato solo nel decennio successivo.
Nel frattempo c’erano stati alcuni cambiamenti nella proprietà dell’azienda. Nel 1964 tre investitori privati vendettero le loro quote a Great America Corp. che così arrivò a controllare il 58% del pacchetto. Alcuni anni dopo questo sarebbe stato trasferito a LTV-Ling-Temco-Vought Co., un conglomerato che possedeva aziende di vario tipo e di vari settori industriali (acciaio, metalli). Nel 1971 la proprietà sarebbe cambiata di nuovo.

#### Girandola di colori
Nel 1965 Charles Beard si ritirò dalla presidenza e fu sostituito da Harding L. Lawrence, personaggio con lunga esperienza nel trasporto aereo, che era anche amministratore delegato. A lui toccò il compito di annunciare l’ordine iniziale per il Boeing 727. Il primo esemplare, in configurazione Quick Change, entrò in servizio nel luglio 1966. Questa versione permetteva di allestire una cabina di 94 posti durante le ore diurne e, dopo un adattamento di 30 minuti, lasciarne 52 e un vano per complessivi 10.300 chili di merce. Il trireattore, acquistato in più fasi successive, avrebbe fatto radiare gli ultimi DC 7C rimasti, i relativamente recenti L.188, B.707 e B.720 e anche qualche 111. In pratica al trigetto furono affidate tutte le attività in ambito nazionale confortate anche dalla più capiente e potente serie 200. Alla fine del decennio erano in servizio con Braniff 76 velivoli, tutti aviogetti.
Ma più vistose innovazioni erano già in atto da parte dello studio Jack Tinker and Partners che si avvalse dell’architetto e designer Alexander Girard. Dopo alcune prove effettuate in segreto l’aerolinea svelò l’ondata di colori che avrebbe coinvolto le fusoliere, le cabine passeggeri, i veicoli di terra, le uscite d’imbarco, le biglietterie. Otto colori pastello - arancio, beige, blu, celeste, giallo limone, lavanda, ocra, turchese - sarebbero stati distribuiti in tutto il mondo Braniff. Sulla fusoliera il nome veniva accorciato in Braniff International, mentre sulla coda bianca apparivano le sole lettere “BI” in nero. Nuove uniformi erano previste per piloti, assistenti di cabina (dalla griffe del stilista fiorentino Emilio Pucci), personale di scalo. Le scarpe di tutto ilpersonale furono opera del già noto "calzolaio" Beth Levine. Nel 1967 i colori beige, blu, celeste e giallo limone furono aboliti e sostituiti da azzurro scuro, giallo, rosso, verde bottiglia, verde pisello.
In questo periodo l’azienda iniziò anche a diversificare gli investimenti acquistando alberghi, fornendo addestramento ad equipaggi di altri vettori, offrendo la memoria residua dei primi computer ad altre aziende. Negli anni ’70 l’attività immobiliare avrebbe conosciuto nuovo impulso con l’apertura di una struttura ricettiva su un’isola nel Golfo del Messico. Poi una catena di alberghi convenzionati un varie parti del Sud America. L’apice sarebbe stato raggiunto nel 1978 con il “Braniff Place” costituito da quattro edifici: la nuova sede, un albergo da 250 stanze, un centro commerciale e uffici disponibili anche ad altre aziende con annessi cortili e un grande giardino; un gemello da 750 stanze era in costruzione a New Orleans. Quindi una simile struttura a Tucson ed un’altra nella Baia di Acapulco, destinazione servita fin dal 1965.
Dall’estate 1966 al giugno 1973 la società fu impegnata anche in voli per conto del Ministero della Difesa, sopratutto verso le Hawaii e l’Estremo Oriente. Furono utilizzati esclusivamente i Boeing 707. Fino al 1969 furono effettuati anche voli verso Puerto Rico, Canal Zone e Islanda con Boeing 727.
Nel febbraio 1969 il CAB concesse rotte da altre cinque importanti città USA verso gli scali del Sud America già serviti. All’inizio del 1970 Braniff entrò in competizione diretta con American Airlines sulla prestigiosa rotta Dallas-New York (servita tramite i tre aeroporti JFK, La Guardia e Newark) e arrivando a aggiudicarsi quasi il 50% dell’utenza.

#### Gli anni settanta tra entusiasmo e problemi
Nell’ottobre del 1970 fu consegnato un Boeing 747, per l’esattezza il 100° costruito che, per le dimensioni e il colore arancio, fu familiarmente battezzato “Grasso Alberto” dai dipendenti, “Grande Zucca” o “Grossa Arancia” dal pubblico. Al di là dell’entusiasmo nella dirigenza c’era preoccupazione perché il gigante - si stimava - sarebbe costato 25000 dollari al giorno ed avrebbe richiesto un’occupazione di almeno il 40% per essere remunerativo. Entrò in servizio nel gennaio successivo tra Dallas e le Hawaii (circa 7000 chilometri senza scalo). Alla fine della carriera abrebbe accumulato 53000 ore di volo.

Nel 1971 i colori presenti in tutto il mondo Braniff subirono una nuova modifica costituita da quattro abbinamenti: arancio/ocra, marrone rossiccio/oro, azzurro/celeste e verde bottiglia/verde oliva. Sulle fusoliere apparvero nel seguente modo: il primo dall’innesto delle ali alla fusoliera fino ad avvolgerla completamente e proseguire sull’impennaggio di coda; il secondo al di sotto fino ad avvolgerne tutta la porzione inferiore. 

Il DC 8-62 tinteggiato da Alexander Calder in atterraggio in Colombia.

Ma non era finita perché, nell’autunno 1973, nella flotta fece la sua comparsa un DC 8-62 con un incredibile addobbo di colori. L’aveva ideato il noto artista pop Alexander Calder che aveva ricevuto l’incarico un anno prima. Dopo aver eseguito prove su modelli in scala si trasferì nella base tecnica Braniff a Dallas per sorvegliare il lavoro di decorazione. Alla fine pose addirittura la sua firma. Nel corso del Salone Internazionale dell’Aeronautica e dello Spazio del 1974 a Parigi Calder ritoccò con alcuni altri motivi le carenature dei motori. L’onorario dell'artista fu di 100000 dollari.
Nella primavera 1973 fu costituita la finanziaria Braniff International Corp. per controllare il vettore che, nel 1966 aveva spostato la legale in Nevada, e le varie attività ancillari che ne avevano accompagnato la crescita. In quell'anno furono istituiti altri collegamenti tra le maggiori città del paese tra cui uno con cadenza oraria tra Dallas e Denver. Il traffico verso il Sud America cresceva costantemente perché il continente era diventato una destinazione per le vacanze e le avventure dell’utenza statunitense. Dall’altra parte contribuivano i cittadini di Argentina e Brasile i cui livelli economici erano migliorati. Ad esempio in agosto furono avviati voli diretti da New York a Buenos Aires e Bogotà. I voli per le Hawaii erano abbinabili ad una combinazione di soggiorno che comprendeva le escursioni “Waikiki Adventure”.
L’azienda era comunque molto attenta alle spese. La crescita del costo del carburante dopo la Guerra dello Yom Kippur fu fronteggiata facendo rifornimento in quegli scali dove il costo del cherosene era più conveniente, ma in quantità accuratamente calcolate per evitare che il carburante in più fosse contrastato dal maggior consumo per trasportarlo in volo. La velocità di crociera dei velivoli fu abbassata a Mach 0.8 mentre il terzo motore dei B.727 era acceso solo dopo il decollo. I turni degli equipaggi furono riprogrammati per abbattere le spese di alloggio e vitto fuori sede. Alla fine del 1973 la flotta era stata ridimensionata: B.727 per tutti i voli interni, DC 8 per quelli verso l’America Latina, un unico B.747 per le Hawaii. Non suscitò particolari reazioni la presentazione del Concorde a Dallas nel settembre 1973.
Nell’aeroporto la società aveva investito massicciamente: un’aerostazione di forma circolare con 18 uscite d’imbarco collegata all’edificio principale con i veicoli “Airtrans” prodotti da LTV. Informazioni di volo e prenotazioni completamente computerizzate. Nel 1974 Braniff spostò la base di armamento principale dall'aeroporto Love Field al nuovo Dallas-Ft. Worth (DFW).

Il Boeing 747 "Big Orange" in rullaggio nell'aeroporto Gatwick di Londra.

Il 1976 coincideva con i 200 anni dell’indipendenza degli USA. Per celebrarli la società si affidò di nuovo all’inventiva di Alexander Calder. Questa volta la “tela” fu un Boeing 727-200 che l’artista fece spennellare con bande orizzontali ondeggianti nei colori rosso, bianco e blu sorvegliando ancora una volta il lavoro all’interno della base tecnica di Dallas. Poi appose la sua firma. Il velivolo fu presentato nel novembre 1975 alla first lady Betty Ford. In quel momento la rete in America Latina toccava 37 scali che generavano altrettante escursioni per ogni gusto. Nel frattempo si stavano studiando espansioni all’estero, essenzialmente verso l’Europa e il Giappone. Il 1° marzo 1978 il B747 “Grasso Alberto” inaugurava il collegamento per Londra (aeroporto Gatwick). All’inizio dell’estate dell’anno seguente la società raggiungeva anche l’Europa continentale: Amsterdam, Bruxelles, Francoforte, Parigi.

Il Boeing 727-200 tinteggiato da Alexander Calder in volo con un altro esemplare "doppio colore".

Nel 1978 un’altra modifica ai colori: verde, azzurro, blu elettrico, Borgogna, terracotta, cioccolata che avvolgevano completamente le fusoliera su cui campeggiava la semplice scritta Braniff in corsivo bianco. L’anno dopo iniziava la riorganizzazione della flotta con la radiazione dei più anziani B727 e DC 8, questi ultimi sostituiti da Boeing 747 nuovi di zecca, dall’autunno anche della versione “corta” SP. Questi iniziarono ad essere impiegati nell’estate dalle Hawaii a Guam e Hong Kong nel 1979, poi Seoul e quindi Singapore. Tutti però non durarono molto per la tiepida reazione del mercato. Erano comunque stati rinforzati tutti i collegamenti dalla California verso il Messico e l’America Latina anche se questi ultimi iniziarono ad accumulare perdite.

Immagine promozionale diffusa dall'aerolinea. Il "Concorde" non apparve mai in questi colori.

I tempi per l’adozione del volo supersonico sembravano maturi ma l’opposizione del governo all’acquisto di “Concorde” era netta. Così la società escogitò un relativamente complicato sistema: i nove velivoli di Air France e British Airways impiegati dall’Europa verso Washington sarebbero proseguiti per l'aeroporto Dallas-Ft. Worth come voli Braniff. Per aderire completamente alla rigida normativa federale in merito ogni velivolo avrebbe sfoggiato anche un’immatricolazione USA (N….). Dal 12 gennaio 1979 al 1° maggio 1980 la cogestione funzionò ma i risultati economici furono inferiori alle aspettative.

#### Verso la fine
Nel 1980 Harding Lawrence lasciò la presidenza che passò a John A. Casey, anche amministratore delegato. Aveva maturato una solida esperienza in due importanti vettori e, nel 1968, era entrato in Braniff come uno dei vice-presidenti con incarichi operativi. Casey si trovò a fronteggiare un nuovo scenario a due anni dall’entrata in vigore della deregulation varata nel 1978 dal presidente Jimmy Carter. I grandi vettori tradizionali avevano mano libera nell’apertura di rotte non ancora attive e nell'adozione delle tariffe mentre quelli arrivati da poco intaccavano il livello medio-basso del mercato. Nel primo caso Braniff ne aprì quasi una cinquantina, aumentando del 50% la rete, ma molte ebbero una durata effimera. Già dall’anno dopo le perdite iniziarono ad essere vistose e crebbero oltre i 100 milioni dollari nel biennio successivo, quando i costi del carburante pesarono in maniera spropositata. I vari stratagemmi adottati non sembravano funzionare al punto tale che alcuni dirigenti dell’azienda avrebbero poi commentato “la dirigenza dell’azienda adottava correttivi e innovazioni che però non funzionavano e lei non ne capiva la ragione…”
Dall’autunno 1980 furono iniziati voli verso il Canada (Montreal e Toronto) ma la crisi economica che imperversava in USA fece il resto. Nel 1981 tutti di voli effettuati con Boeing 747 erano rimasti solo quello per Londra, le Hawaii e tre città del Sud America. Nell’estate l’offerta generale aumentò ma un lungo sciopero dei controllori di volo ne compromise le promesse. Anche la posizione di Casey era ormai traballante e questi si rivolse all’allora presidente di Southwest Airlines Howard A. Putnam perché assumesse un incarico di alto livello. L'alto dirigente accettò la carica di presidente. Tra le misure subito adottate ci fu l’abolizione della prima classe tranne che sui voli per l’estero. Alla fine dell’anno l’azienda non aveva più disponibilità di fondi per far fronte al pagamento di auna serie di fornitori.
All’inizio del 1982 la concorrenza di American Airlines e Delta Air Lines al DFW era divenuta inarrestabile. Una dolorosa misura di emergenza fu varata nella primavera: la vendita di gran parte della rete sudamericana a Eastern Airlines, con effetto da metà maggio. A Braniff rimaneva soltanto la rotta per Caracas. Quasi contemporaneamente il nuovo presidente riuscì ad ottenere dilazioni dei debiti dai maggiori creditori.
Il 12 maggio la flotta Braniff rimaneva a terra dopo 54 anni di servizio ininterrotto. La decisione fu così rapida che tutti i voli dal DFW furono cancellati ed alcuni passeggeri già a bordo furono obbligati a scendere. L’imbarazzato ufficio stampa diramò la notizia che un forte temporale aveva interrotto l’operatività. Arrivò soltanto un Boeing 747 al rientro da Honolulu. Il giorno seguente tutti i DC 8-62 all’estero rientrarono alla base dove era concentrato tutto il resto della flotta.
Le attività ancillari, tutte costituite in aziende separate, proseguirono il loro lavoro.

### L'eredità
All’inizio del 2015 il Trust privato che possedeva e amministrava la proprietà intellettuale di Braniff e alcune altre proprietà residue del 1983, rilasciò tutto ad un’entità privata. Questa fondò nello Stato dell’Oklahoma una serie di società che avevano in comune il nome Braniff. Questi nomi, tutti legalmente registrati, avevano solo intenti storici, gestione dei marchi, protezione dei diritti d’autore e altre proprietà intellettuali: tra le altre spiccavano Braniff Air Lines Inc., Paul R. Braniff Inc., Braniff Airways Inc., Braniff International Hotels Inc. e Braniff International Corp. Durante il 2017 e l’anno successivo alcune altre società che avevano avuto a che fare con la storica aerolinea furono riesumate, ancora per intenti storici ed amministrazione della proprietà intellettuale: Mid-Continent Airlines, PANAGRA e Long and Harman Airlines. All’inizio del 2022 il Trust privato riacquistò tutto quanto era derivato negli anni da Braniff Airways, Inc.

## Flotta
Al momento in cui cessò le operazioni la flotta ammontava a 71 aeromobili così divisi:
- 8 Douglas DC-8-62
- 2 Boeing 747-100/200
- 1 Boeing 747SP
- 60 Boeing 727-200

### Flotta storica
La compagnia ha inoltre operato con i seguenti modelli:
- Boeing 707 - B707-138B, B707-227 & B707-327C
- Boeing 720 - B720-027 & B720-048
- British Aircraft Corporation BAC One-Eleven - serie 203AE. Braniff fu il cliente di lancio per gli Stati Uniti d'America.
- Convair CV-340
- Convair CV-440
- Douglas DC-2
- Douglas C-47/DC-3
- Douglas DC-4
- Douglas DC-6
- Douglas DC-7
- Lockheed L-188 Electra - Unico modello turboelica che ha operato con la compagnia.
- Lockheed Model 10 Electra

## Incidenti
- 23 dicembre 1936 - Il Lockheed Model 10 Electra, marche NC14905, di proprietà della compagnia, si schiantò a causa del malfunzionamento di un motore mentre effettuava una riattaccata durante un volo di prova (non di linea) in partenza dall'aeroporto di Dallas-Love, Dallas, in Texas; in quell'occasione il pilota cercò di ritornare all'aeroporto ma durante la manovra ne perse il controllo e il velivolo entrò in vite precipitando nei pressi della riva settentrionale del Lago Bachman. I sei occupanti dell'Electra, tutti i dipendenti Braniff, perirono nello schianto e nel conseguente incendio.[5]
- 26 marzo 1939 – Il Braniff Trip 1, volo operato sulla rotta da Chicago a Brownsville, Texas, precipitò durante il decollo dall'Oklahoma City Municipal Air Terminal, in seguito ridenominato Will Rogers World Airport. Nel primo mattino di quel giorno di marzo il velivolo, un Douglas DC-2 marche NC13727, fu oggetto dell'esplosione del motore di sinistra e, a sua volta, ha causato l'apertura della cappottatura, creando un ostacolo al normale flusso d'aria all'ala compromettendone gravemente la portanza e la stabilità nel volo. Il capitano, Claude Seaton, cercò di mantenere stabile il velivolo decidendo di tornare all'aeroporto per un atterraggio di emergenza, tuttavia il compromesso assetto di volo consentì all'ala di toccare un terrapieno sulla strada che segna il confine occidentale dell'aeroporto, che terminò la corsa cappottandosi. Benché il capitano avesse ordinato di scaricare il combustibile, il contatto tra questo e i motori ancora roventi innescò un incendio dove perirono l'assistente di volo Louise Zarr e sette passeggeri, con l'eccezione di Seaton e del suo primo ufficiale Malcolm Wallace, scampati alla morte pur feriti gravemente.
- 15 maggio 1953 - Un Douglas DC-4 della compagnia, che trasportava 48 passeggeri e i 5 membri dell'equipaggio, non riuscì fermarsi superando il fine pista della RWY 36 dell'aeroporto di Dallas-Love, attraversando Lemmon Avenue e terminando la sua corsa su un terrapieno. Nonostante ci fosse in quel momento un elevato volume di traffico automobilistico, nessuno dei veicoli venne colpito, e dopo l'impatto nessuno a bordo l'aereo rimase gravemente ferito. L'incidente venne attribuito alla scarsa azione frenante esercitata dal carrello d'atterraggio sulla pista resa scivolosa dalla pioggia.[6]
- 22 agosto 1954 - Il volo Braniff 152, operato con il Douglas C-47 marche N61451, precipitò 16 mi a sud di Mason City, Iowa dopo aver incontrato un wind shear causato da un fronte temporalesco. Nell'incidente perirono 12 dei 19 occupanti.
- 17 luglio 1955 - Il volo Braniff 560, operato con il Convair CV-340-22 marche N3422, precipitò in fase di atterraggio all'aeroporto di Chicago-Midway a causa del disorientamento da parte del pilota durante l'avvicinamento. Nell'impatto perirono 22 delle 43 persone a bordo.
- 3 maggio 1968 - Il volo volo Braniff 352, operato con il Lockheed Model L-188 Electra N9707C, 85 morti, compresi 5 dell'equipaggio, nessun superstite.